# 内田理央のオタカレ募集中!
内田理央のオタカレ募集中!（うちだりおのおたかれぼしゅうちゅう）はインターネットテレビ局AbemaTVのAbemaSPECIALチャンネルで2016年11月20日から2017年9月29日まで配信されていた生配信トークバラエティ番組。

## 概要
アニメ・漫画好きとしても知られる女優・モデルの内田理央が公開で彼氏を募集。ただし彼氏の条件はオタクであること。
オタク彼氏候補生が内田理央に向けてどれほどオタクなのかを公開プレゼン。内田はプレゼンされたマニアックな趣味に興味を示すのかを放送する。
番組最後には「ごめんなさい」、「マネトモ」（内田のマネージャーと連絡先交換）、「オタモダチ」（内田本人と連絡先を交換）、「オタカレ」などが示され、ハートを射止めた「オタカレ」の場合は実際にデート権利が与えられる。
4月より日曜22:00 - 23:00から日曜23:00 - 24:00配信に枠移動。
タイトルロゴは内田がファンである「ジョジョの奇妙な冒険」をオマージュしている。
当初は生配信で行われており、視聴者コメントを読み上げていたが、スケジュールの兼ね合いもあり後半はほぼ収録となった。またオタカレデート回は事前収録したものを編集し配信した。最終回は「内田の誕生日を祝いたいオタク」として選抜オタカレ候補が登場。久々に生配信を行った。

## 出演者
- 内田理央

## ゲスト
| 話数 | 放送日         | オタカレ候補                                                    | オタク趣味                 | 備考                                                                                |
| ---- | -------------- | --------------------------------------------------------------- | -------------------------- | ----------------------------------------------------------------------------------- |
| 1    | 2016年11月20日 | 塚地武雅                                                        | K-POP                      |                                                                                     |
| 2    | 11月27日       | アントニー(マテンロウ)                                          | スニーカー                 |                                                                                     |
| 3    | 12月4日        | 阿曽山大噴火                                                    | ボードゲーム               |                                                                                     |
| 4    | 12月11日       | 松橋周太呂                                                      | ヨゴレ落とし               |                                                                                     |
| 5    | 12月18日       | 岩井勇気（ハライチ）                                            | イケメンアニメ             |                                                                                     |
| 6    | 12月25日       | 吉田豪                                                          | グッズ収集<プロレス編>     |                                                                                     |
| 7    | 2017年1月8日   | 岡安章介(ななめ45°)                                             | 撮り鉄                     | マネジャー・南田裕介も出演                                                          |
| 8    | 1月15日        | サンキュータツオ                                                | 国語辞典                   |                                                                                     |
| 9    | 1月22日        | 沖山朝俊                                                        | 怪魚                       |                                                                                     |
| 10   | 1月29日        | 佐藤満春(どきどきキャンプ)                                      | トイレ                     | 初の既婚者                                                                          |
| 11   | 2月5日         | 樋口亮                                                          | 工具                       |                                                                                     |
| 12   | 2月12日        | 岸昭仁                                                          | 駄菓子屋ゲーム             | 進行役としてやしろ優が出演                                                          |
| 13   | 2月19日        | クック井上。（ツインクル）                                      | ホームパーティー〜餃子編〜 |                                                                                     |
| 14   | 2月26日        | アイスマン福留                                                  | コンビニアイス             |                                                                                     |
| 15   | 3月5日         | 髙木芳紀                                                        | 文房具〜ペン編〜           |                                                                                     |
| 16   | 3月12日        | あまいけいき                                                    | コンビニスイーツ           |                                                                                     |
| 17   | 3月19日        | 宮内見                                                          | レトルトカレー             |                                                                                     |
| 18   | 3月26日        | 大槻ケンヂ                                                      | UFO                        | [ 注 3 ]                                                                            |
| 19   | 4月2日         | 北沢善一                                                        | 科学                       |                                                                                     |
| 20   | 4月9日         | 岡田隆                                                          | 筋トレ                     |                                                                                     |
| 21   | 4月16日        | 河江肖剰                                                        | ピラミッド                 |                                                                                     |
| 22   | 4月23日        | 黒川勇人                                                        | 缶詰                       |                                                                                     |
| 23   | 5月14日        | 髙木芳紀                                                        | 文房具〜ペン編〜           | 初代オタカレとのデート模様を配信する特別回                                          |
| 24   | 5月21日        | 豊科穂                                                          | タワー                     |                                                                                     |
| 25   | 5月28日        | 松浦達也                                                        | 肉の焼き方                 |                                                                                     |
| 26   | 6月4日         | 盛田真史                                                        | 博物館                     |                                                                                     |
| 27   | 6月11日        | 阿蘇山大噴火 いけだてつや                                       | ボードゲーム               | 唯一の「ごめんなさい」だった阿蘇山大噴火のリベンジ回                                |
| 28   | 6月18日        | 阿蘇山大噴火 いけだてつや                                       | ボードゲーム               | 第27回の後編                                                                        |
| 29   | 6月25日        | ミラノコレクションA.T.                                          | 新日本プロレス             |                                                                                     |
| 30   | 7月2日         | 河江肖剰                                                        | エジプト                   | 2代目オタカレとのデート模様を配信する特別回、エジプト旅行を目指しエジプトを学ぶ     |
| 31   | 7月7日         | 平岡佐智男（コーヒールンバ）                                    | コーヒー                   |                                                                                     |
| 32   | 7月14日        | 野中友                                                          | フクロウ                   | 初の女性オタカレ（オタトモ）候補。候補の野中が内田を採点する。                      |
| 33   | 7月21日        | 高木芳紀                                                        | 文房具〜ペン編〜           | 第15回の再放送                                                                      |
| 34   | 7月28日        | 飯田結太                                                        | 料理道具                   |                                                                                     |
| 35   | 8月4日         | 田中ラオウ                                                      | 似顔絵                     | 収集知識ではなく、3分で描ける似顔絵術を教える。                                     |
| 36   | 8月11日        | 戸崎拓也                                                        | マジック                   |                                                                                     |
| 37   | 8月18日        | スパイシー丸山                                                  | カレー                     |                                                                                     |
| 38   | 8月25日        | ぁみ（ありがとう） 西浦和也 はやせやすひろ                      | 怖い話                     |                                                                                     |
| 39   | 9月1日         | ミラノコレクションA.T.                                          | 新日本プロレス             | オタカレとのデート模様を配信する特別回。 新日本プロレス・両国国技館大会を観戦する。 |
| 40   | 9月8日         | 石井孝子                                                        | 打ち上げ花火               | 第32回同様、石井が内田を採点する。                                                  |
| 41   | 9月15日        | 傳谷英里香（ベイビーレイズJAPAN）                               | 雑貨                       | 初の非オタクのオタトモ候補。                                                        |
| 42   | 9月29日        | アイスマン福留 宮内見 クック井上。 いけだてつや 北沢善一 樋口亮 | 内田理央の誕生日を祝いたい | バーテンダーとして富田晶子が出演。                                                  |

## 制作
- 制作：AbemaProduction[5]
- 制作著作：AbemaTV